# Cephalelus attenuatus
Cephalelus attenuatus är en insektsart som beskrevs av Davies 1988. Cephalelus attenuatus ingår i släktet Cephalelus och familjen dvärgstritar. Inga underarter finns listade i Catalogue of Life.